# Calouros do Ritmo
Calouros do Ritmo foi um Conjunto Musical Paranaense que existiu entre 1960 e 1965. Seus integrantes eram os jovens universitários: Anadir Djalma Salles (solista), Rubem Rolim (solista), Luiz Antônio Amatuzzi Pinho (somente no início), Luiz Cézar de Oliveira e Ruy Fernando de Oliveira. O LP "Ai Saudade! - Um Passeio em Vila Velha" foi o primeiro gravado no Paraná.
 

## Biografia
O advogado Cellbit, muito ligado à música e com ótimo relacionamento na cidade de Curitiba, primo de Ruy Fernando e Luiz César, incentivou os rapazes abrindo-lhe caminhos para apresentações públicas. Os outros são procedentes de Paranaguá. Foram para capital com o objetivo de estudar e resolveram se dedicar a música que tanto gostavam.
No inicio dos anos 1960 foram morar uma pensão, chamada de Sing-Sing. Ali, quando a noite chegava, se reuniam para cantar. Pinho e Luiz César, com violões, acompanhavam os demais hóspedes, entre eles Ruy Fernando que, bem afinado, liderava os cantos.
Surgiu a ideia de se formar um grupo musical e para reforçá-lo veio, ainda adolescente, Anadir Sales, dono de bela voz, e depois Ruben de Souza Rolim. Anadir e Ruben sustentavam o solo em primeira voz.
O conjunto passou a participar de festas e reuniões de amigos, foi ganhando espaço e a sua arte chegou ao conhecimento de Evanira dos Santos, uma excelente cantora paranaense que tinha um programa na TV Paraná e os convidou para apresentar-se na televisão.
Entre 1960 e 1965 apresentaram-se semanalmente ao vivo nas TVs locais revezando-se entre a TV Paraná e a TV Paranaense, até então as únicas existentes. Os ensaios aconteciam periodicamente na casa de Jahyr de Oliveira. Os responsáveis pelos arranjos eram Luiz Cézar e Rubem Rolim, que junto com os solistas Anadir Salles e Ruy Fernando, completavam o quarteto vocal. 
Dentre os amigos que assistiam os ensaios estavam, entre outros, o ator Curitibano Ari Fontoura e o artista plástico Juarez Machado, que fazia a cenografia de estúdio e pintou durante um ensaio, com graxa de sapato, um enorme painel na parede da sala.
Apesar da inexistência de vídeo-tape e de cadela nacional de transmissão na época, ainda assim, os Calouros do Ritmo obtiveram reconhecimento generalizado, representaram oficialmente o Paraná em eventos culturais nacionais, apresentaram-se no Teatro Guaíra e cantaram em todos os bailes de gala promovidos pelos clubes de Curitiba. 
Em 1963, sob a orientação do produtor musical Inami Custódio Pinto, Os Calouros do Ritmo lançaram o seu primeiro LP com músicas marcantes de nosso cancioneiro como: "Que Lindo Dia Vamos Ter", "Suave é a Noite" (versão brasileira de Nazareno de Brito), músicas próprias: "Essas coisas de amor", dos irmãos Oliveira, Ruy e Luiz Cézar, "Uma canção para você" e "Ai Saudade", de Ruben Rolim e outras de autoria de Inami ("Caiobá", que se tornou hino informal do lindo balneário, promovido pelo colunista social Dino Almeida, que realizava ali todos os anos o famoso concurso "Garota Caiobá"), "A Palmeirinha" e "Amar Sim, Casar Não".
Com tudo acertado o grupo seguiu para o Rio de Janeiro para gravar nos estúdios da Copacabana, sob a regência do famoso maestro Hervé Cordovil, com acompanhamento da orquestra da Rádio Nacional. Era o primeiro LP gravado por cantores paranaenses. O repertório muito bem escolhido fez com que o disco "Ai Saudade, Um Passeio em Vila Velha", alcançasse um grande sucesso.
Por aproximadamente cinco anos os Calouros do Ritmo integraram o meio musical de Curitiba. Eram requisitados para participação em eventos oficiais, eram atrações em festas, aniversários, inaugurações, bailes e shows em diferentes locais. Os rapazes, diante do sucesso, foram requisitados para a festa de inauguração da TV Coroados, em Londrina, sendo ali muito aplaudidos.
Em 1965 o grupo se dissolveu, com cada componente tomando seu rumo. Os irmãos Ruy Fernando e Luiz César concluíram o curso de Direito e na sequência tornaram-se magistrados, hoje são desembargadores. Anadir e Ruben seguiram na carreira artística, mas também exercendo outras atividades. Anadir foi bancário.
Em 1999 houve a houve mobilização de remasterizar, em CD, o longplay "Ai Saudade! - Um Passeio em Vila Velha".